# Cattedrale di San Marco (Macarsca)
L'ex cattedrale di San Marco (in croato: katedrala sv. Marka) si trova a Macarsca, in Croazia. La chiesa è l'antica cattedrale della diocesi di Macarsca, soppressa nel 1969.

## Storia
La costruzione della cattedrale è iniziata nel 1700 per iniziativa del vescovo Nikola Blanković, rimanendo però incompiuta. Nel 1756 la chiesa è stata consacrata dal vescovo di Macarsca Stefano Blascovich.
La cattedrale è stata gravemente danneggiata durante il terremoto del 1962 ed il successivo restauro ha apportato alcune modifiche all'interno della chiesa, come la realizzazione di un nuovo altare principale, opera di maestri veneziani, in sostituzione del precedente, trasferito in una cappella laterale.

## Descrizione
La facciata della chiesa si affaccia sul lato sud-ovest e il campanile è visibile da quasi tutta la città. All'ingresso della cattedrale, sul lato destro, è posto l'altare dove sono conservate le ossa di san Clemente, patrono della città e della diocesi di Macarsca. A sinistra si trova l'altare della Madonna, con il dipinto della Madonna col Bambino, di scuola bizantina. Questo piccolo altare, secondo la gente del posto, è stato realizzato durante la peste del 1815. Il secondo altare a sinistra è l'altare della Santa Croce.